# Formación I

Una formación I estándar.

La formación I es una de las formaciones ofensivas más utilizadas en el fútbol americano. La formación I lleva su nombre debido al alineamiento vertical (visto de esa forma desde la zona de anotación opositora, el cual es hecho por el quarterback, el fullback y el running back, el cual contrasta particularmente con el alineamiento de los mismos jugadores en la formación T.
La formación comienza con los 5 linieros ofensivos usuales (2 tackles ofensivos, 2 guardias y un centro), el mariscal de campo detrás del centro, y los dos backs alineados uno detrás del otro, detrás del mariscal. La variación básica agrega a un ala cerrada a un lado de la línea ofensiva y a dos receptores abiertos, uno a cada lado de la línea.

## Historia
A Tom Nugent se le acredita con la invención de la formación I en el Virginia Military Institute en 1954 como reemplazo de la single-wing y como una alternativa de la formación T. Por 1962, el equipo de USC dirigido por John McKay' ganó el título nacional universitario de Estados Unidos con una ofensiva construida con base en la formación I. Tom Osborne, entrenador en jefe de los Nebraska Cornhuskers, la popularizó a principios de la década de 1970 usándola como base de su ofensiva opcional. Los equipos de la NFL siguieron el éxito de la formación a nivel universitario y decidieron adoptarla también. DFFFFGG

## Usos principales

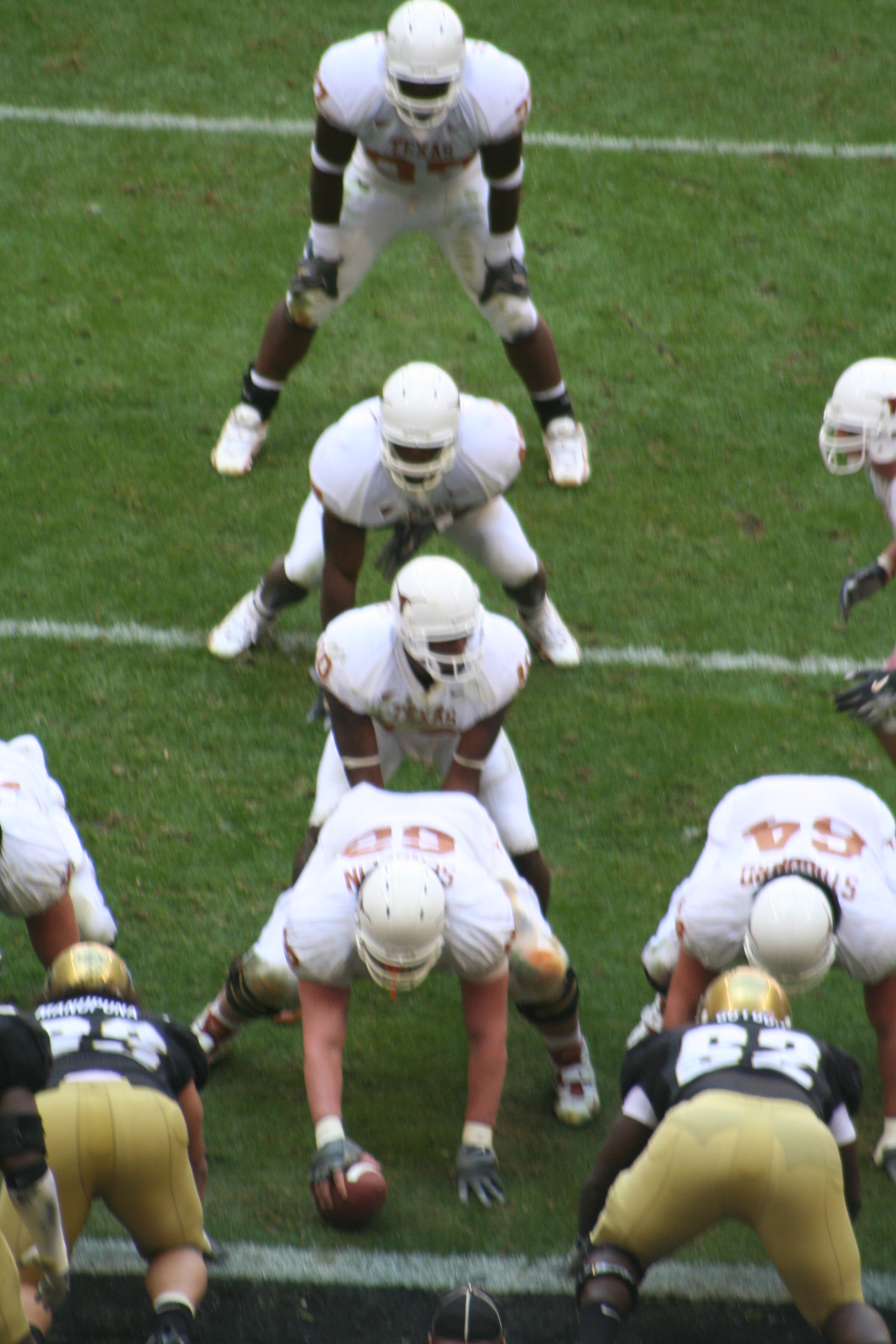
Los Texas Longhorns usando la formación I. Visto desde arriba hacia abajo están colocados de la siguiente manera: tailback, fullback, quarterback y center.

La formación I es usada típicamente en situaciones de acarreos. En la formación I, el tailback se coloca de seis a ocho yardas detrás de la línea de golpeo en posición erguida, donde puede observar la posición del equipo defensivo. Esta formación da al tailback más oportunidades de encontrar puntos débiles en la defensiva para poder explotarlos en las jugadas de carrera o por tierra.
En el juego moderno el fullback es típicamente utilizado para labores de bloqueo, en vez de usarlo como corredor o receptor. Con el fullback en el backfield como un bloqueador, una jugada por tierra puede ser hecha por cualquiera de los dos lados de la línea con ese apoyo adicional en el bloqueo. Esto contrasta con el uso de los tight ends como bloqueadores, ya que al estar ubicados al final de la línea de golpeo son capaces de apoyar al juego terrestre solo a un solo lado de la línea de golpeo. El fullback también puede ser usado para tratar de engañar a los jugadores defensivos, ya que puede ser ubicado más fácilmente que el running back, ya que pueden dirigirse a la dirección a la que se dirige para tratar de derribarlo, mientras el running back pudiera tomar el balón y dirigirse en dirección opuesta.
A pesar del énfasis en el juego por tierra, la formación I permanece como una base efectiva para un ataque por pase. Las variantes de la formación alinean hasta tres wide receivers y los corredores ubicados en el backfield también pueden ser usados como amenazas en el juego por aire. Mientras que el fullback casi no es usado como receptor, sirve como un bloqueador más para proteger al quarterback antes de lanzar un pase. La amenaza en el juego por tierra de la formación tiende a que en situaciones de pase, la jugada a usar sea el pase play action. La naturaleza flexible de esta formación también ayuda a prevenir que los equipos defensivos enfoquen su atención en solo las jugadas por pase o las jugadas por tierra.

## Variaciones

Variación llamada formación Big I.

Existen muchas variaciones de la formación I, generalmente enfatizando las fortalezas de la carrera o el pase, según su base.
- La Big I coloca a un tight end a cada lado de la línea ofensiva (quitando a un wide receiver). Acoplado a la función de bloqueo del fullback, esta variantes permite dos bloqueadores adicionales para un acarreo en cualquier dirección. Es una variante con énfasis en el juego terrestre.

- La Power I reemplaza a un wide receiver con un tercer back (fullback o running back) en el backfield, colocado a un lado del fullback. Es otra variante con énfasis en el juego terrestre.

- La Jumbo o formación Goal-line (o de línea de gol) extiende aún más a la Power I o a la Big I, agregando a un segundo tight end y/o un tercer tackle en la línea de golpeo, respectivamente. Esta variante no usa wide receivers y es exclusivamente una formación de acarreo, la cual tiene la intención de una ganancia de yardas mínima, comúnmente dos yardas o menos.

- La Three-wide I reemplaza a un tight end con un tercer wide receiver. Es una variante con énfasis en el juego aéreo.

- La Maryland I (también conocida como Stack I) es similar a la Power I excepto que en vez de colocar al tercer back a un lado del fullback, el fullback, el tercer back y el tailback se alinean directamente uno detrás del otro. Obviamente esta es una variante con énfasis en el juego terrestre popularizada por los Maryland Terrapins en la década de 1950.

- La Tight I es similar a la Maryland I, excepto que el back extra se alinea entre el quarterback y el fullback. Esta formación fue usada por los Kansas City Chiefs en el Super Bowl IV en contra de los Minnesota Vikings.

La formación I, en cualquiera de sus variantes, puede ser modificada como Strong (lado fuerte) o Weak (lado débil). Esta formación es llamada comúnmente Offset I. En cualquier caso el fullback se alinea apenas a una yarda lateral (hacia un lado) de su posición usual. Strong se refiere al movimiento hecho hacia el lado del TE de la formación, por lo que weak es la dirección opuesta. La Offset I permite que el fullback se mueva más fácilmente para evitar a posibles bloqueadores, salir del backfield para ser un receptor elegible.